# Herb Włocławka
Herb Włocławka – jeden z symboli miasta Włocławek w postaci herbu.

## Wygląd i symbolika
Herb miasta przedstawia na czerwonej tarczy herbowej ceglany, srebrny mur blankowany ze złotą zamkniętą bramą i po jednym oknie łukowym po jej prawej i lewej stronie. Nad  murem trzy ceglane, srebrne i blankowane baszty, z których dwie boczne mniejsze, zaś środkowa większa z jednym oknem łukowym, nakryta złotą infułą biskupią. 
Symbolika herbu nawiązuje do siedziby biskupów włocławskich w mieście.

## Historia
Wizerunek herbu pochodzi z XIV wieku. W okresie PRL używano wizerunku herbu pozbawionego infuły, za to z tarczą herbową książąt kujawskich zlokalizowaną na środkowej wieży.